# Louis de Bazelaire

Erzbischofswappen von Louis de Bazelaire

Louis-Marie-Fernand de Bazelaire de Ruppierre (* 4. Januar 1893 in Rouen; † 30. Januar 1981 in Nancy) war ein französischer Geistlicher und Erzbischof von Chambéry.

## Leben
Louis de Bazelaire stammte aus dem Adelsgeschlecht der Familie Bazelaires. Er studierte Literatur und Philosophie und besuchte das Priesterseminar Saint-Sulpice in Issy-les-Moulineaux, bevor er an das Päpstliche Französische Seminar in Rom geschickt wurde. Am 1. Juli 1916 wurde er in der Kirche Saint-Sulpice in Paris von Kardinal Léon-Adolphe Amette, dem Erzbischof von Paris, zum Priester geweiht. Während des Ersten Weltkriegs wurde er im Juni 1917 mobilisiert und diente bis Juli 1919 als Sanitätspfleger.
Als Doktor der Theologie wurde er bereits 1920 zum Professor am Priesterseminar in Nancy ernannt. 1933 erwarb die Diözesanvereinigung Nancy das Schloss und Anwesen Asnée in Villers-lès-Nancy von der Familie des Generals de Gondrecourt, die im Übrigen mehrfach mit den Bazelaires verwandt war. So konnte hier das Große Seminar eingerichtet werden.
Papst Pius XII. ernannte ihn am 23. Oktober 1947 zum Erzbischof von Chambéry. Die Bischofsweihe spendete ihm Marcel Fleury am 8. Dezember desselben Jahres, Mitkonsekratoren waren Aimable Chassaigne und Marie-Georges Petit.
De Bazelaire war Teilnehmer an allen Sitzungsperioden des Zweiten Vatikanischen Konzils.
Am 26. April 1966 nahm Papst Paul VI. sein Rücktrittsgesuch an und ernannte ihn zum Titularerzbischof von Thibilis.

## Werke
- Le laics aussi sont l’église Fayard, 1958.